# Afton (Wyoming)
|  | Dieser Artikel wurde aufgrund von inhaltlichen Mängeln auf der Qualitätssicherungsseite des Projektes USA eingetragen. Hilf mit, die Qualität dieses Artikels auf ein akzeptables Niveau zu bringen, und beteilige dich an der Diskussion! Eine nähere Beschreibung der zu behebenden Mängel fehlt. |

Afton ist ein Town im Lincoln County im US-Bundesstaat Wyoming am U.S. Highway 89. Das U.S. Census Bureau hat bei der Volkszählung 2020 eine Einwohnerzahl von 2.172 ermittelt.

## Geografie
Im Frühling gibt es in der Nähe von Afton eine starke Quelle (1296 Liter pro Sekunde), die durch die Schneeschmelze gespeist wird.

## Geschichte
Afton wurde von Mormonen auf dem Oregon Trail gegründet. Die Besiedlung begann im Jahr 1885. Der Ort wurde nach dem River Afton in Schottland benannt.

## Söhne und Töchter der Stadt
- Rulon Gardner (* 1971), Ringer und Olympiasieger